# 17-es vízibusz (Velence)
A velencei 17-es jelzésű vízibusz, azaz komp Tronchetto és Lido között közlekedik. A viszonylatot az ACTV üzemelteti. A járat kompként közlekedik és járműveket is szállít.

## Története
A 17-es vízibusz a kezdetektől fogva eredeti útvonalán közlekedik. 1998-ig nyaranta minden járat Punta Sabbioniig járt. Jelenleg csak egyes járatok mennek odáig.
A 17-es járat története:
| Időszak     | Járat- szám | Megállók                                                                           |
| ----------- | ----------- | ---------------------------------------------------------------------------------- |
| 1978 – 1998 | 17          | Tronchetto, Ferry-boat – Lido, San Nicolò, Ferry-boat – Punta Sabbioni, Ferry-boat |
| 1998 – ma   | 17          | Tronchetto, Ferry-boat – Lido, San Nicolò, Ferry-boat                              |

## Megállóhelyei
| sz. | idő (perc) | megállóhely neve             | sz. | idő (perc) | látnivalók |
| --- | ---------- | ---------------------------- | --- | ---------- | ---------- |
| 0   | 0          | Tronchetto, Ferry-boat       | 1   | 35         |            |
| 1   | 35         | Lido, San Nicolò, Ferry-boat | 0   | 0          | San Nicolò |